# Kristen Foxen
Kristen Dawn Foxen (geborene Bicknell; * 29. Dezember 1986 in St. Catharines, Ontario) ist eine professionelle kanadische Pokerspielerin.
Foxen gilt als eine der besten Turnierspielerinnen der Welt und ist eine von wenigen Frauen, die sich in der von Männern dominierten Pokerweltspitze behaupten. Sie hat sich mit Poker bei Live-Turnieren knapp 7 Millionen US-Dollar erspielt und steht damit im Ranking der erfolgreichsten Frauen nach Turnierpreisgeldern auf dem zweiten Platz. Foxen ist mit vier Bracelets Rekordsiegerin bei Turnieren der World Series of Poker. Vom Global Poker Index wurde sie 2017, 2018, 2019 und 2023 jeweils als Spielerin des Jahres ausgezeichnet.

## Persönliches
Foxen ist die Tochter des kanadischen Rennfahrers Pete Bicknell, eines Mitglieds der Canadian Motor Sports Hall of Fame. Sie wuchs mit zwei älteren Schwestern in St. Catharines auf, einer Stadt im Süden der Provinz Ontario, wenige Kilometer von der US-amerikanischen Grenze entfernt. Foxen studierte Kriminologie an der Carleton University in Ottawa. Sie führte bis 2017 eine Beziehung mit dem deutschen Pokerprofi Manig Löser. Seit 2018 ist sie mit dem US-amerikanischen Pokerspieler Alex Foxen liiert, den sie 2022 heiratete und dabei seinen Nachnamen annahm. Das Paar lebt in Las Vegas.

## Pokerkarriere

### Werdegang

#### 2006–2016: Anfänge und Gewinn zweier Bracelets
Die Kanadierin lernte während ihres ersten Jahres an der Universität Poker von Freunden. Sie ließ sich von Jennifer Harman inspirieren, die sie im Fernsehformat Poker After Dark sah. Foxen spielt seit Juli 2006 Onlinepoker. Sie nutzt auf den Plattformen PokerStars, partypoker sowie WSOP.com den Nickname krissyb24 und trat als krissy24 bei Full Tilt Poker sowie als krissyb24! auf Americas Cardroom in Erscheinung. Darüber hinaus spielt sie bei GGPoker unter ihrem echten Namen. Ihre online erspielten Turnierpreisgelder liegen bei mehr als 6 Millionen US-Dollar.
Ihre ersten Live-Preisgelder gewann Foxen von Mai 2006 bis Juni 2008 ausschließlich bei kleineren Turnieren im Turning Stone Resort & Casino in Verona im US-Bundesstaat New York. 2009 und 2010 erzielte sie drei Geldplatzierungen im Venetian Resort Hotel am Las Vegas Strip. Von 2011 bis 2013 erreichte die Kanadierin auf dem Onlinepokerraum PokerStars den höchsten Status als Supernova Elite, da sie täglich an zahlreichen Tischen gleichzeitig insgesamt über 15.000 Pokerhände auf der Plattform spielte. Ende Juni 2013 kam sie erstmals bei der World Series of Poker (WSOP) im Rio All-Suite Hotel and Casino am Las Vegas Strip in die Geldränge und gewann auf Anhieb ein Turnier. Foxen setzte sich bei der Ladies Championship gegen 953 andere Spielerinnen durch und erhielt neben dem Titel als Pokerweltmeisterin ein Bracelet sowie über 170.000 US-Dollar Siegprämie. Mitte Dezember 2015 erzielte sie bei der European Poker Tour in Prag ihre erste Live-Preisgeldplatzierung außerhalb der Vereinigten Staaten. Im Juni 2016 unterzeichnete Foxen einen Vertrag mit dem Onlinepokerraum partypoker und wurde anschließend bis August 2021 von diesem gesponsert. Bei der WSOP 2016 kam die Kanadierin viermal ins Geld. Dabei gewann sie ihr zweites Bracelet bei einem Bounty-Event der Variante No Limit Hold’em mit einem Hauptpreis von rund 290.000 US-Dollar und kam auch erstmals im Main Event auf die bezahlten Ränge. Anfang Dezember 2016 wurde sie beim Main Event der Deepstacks Poker Tour in Calgary Dritte und erhielt ein Preisgeld von knapp 130.000 Kanadischen Dollar.
Zum Jahresende 2016 lag die Summe von Foxens gewonnenen Live-Turnierpreisgelder bei über 650.000 US-Dollar.

#### 2017–2018: Zweimal Spielerin des Jahres

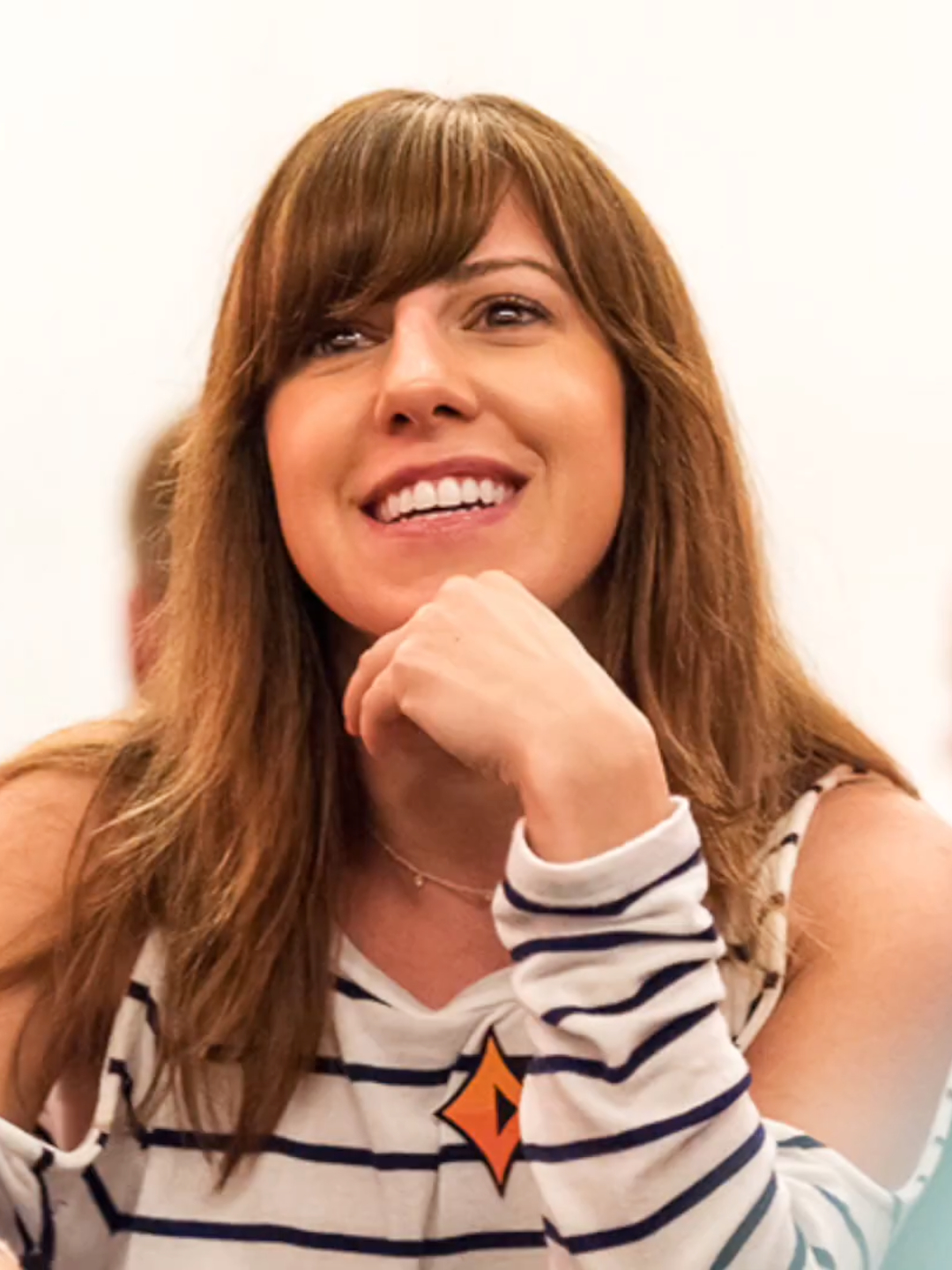
Foxen bei der Caribbean Poker Party in Punta Cana (2017)

Im Februar 2017 erreichte Foxen beim Main Event der World Poker Tour (WPT) im kanadischen Niagara Falls den Finaltisch und belegte den mit über 70.000 Kanadischen Dollar dotierten siebten Platz. Bei der WSOP 2017 und der im King’s Resort im tschechischen Rozvadov ausgespielten World Series of Poker Europe kam sie insgesamt elfmal auf die bezahlten Plätze. Anfang Dezember 2017 gewann sie ein Turnier des Five Diamond World Poker Classic im Hotel Bellagio am Las Vegas Strip, dessen Siegprämie aufgrund eines Deals rund 200.000 US-Dollar betrug. In der vom Global Poker Index (GPI) berechneten Rangliste des Player of the Year belegte die Kanadierin am Jahresende 2017 als beste Frau den 49. Platz und erhielt daher Ende Februar 2018 bei den American Poker Awards in Los Angeles die Auszeichnung als GPI Female Player of the Year.
Mitte März 2018 gewann Foxen das National High Roller der Asia Pacific Poker Tour in Macau mit einer Siegprämie von umgerechnet rund 280.000 US-Dollar. Bei derselben Turnierserie belegte sie rund eine Woche später beim High-Roller-Event den vierten Platz und erhielt knapp 200.000 US-Dollar. Mitte Juni 2018 wurde Foxen bei der DeepStack Championship Poker Series im Venetian Resort Hotel am Las Vegas Strip Zweite und erhielt, nachdem sie in der letzten Hand ihrem Partner Alex Foxen unterlegen war und zuvor einen Deal mit ihm ausgehandelt hatte, ein Preisgeld von 200.000 US-Dollar. Die Spielweise, die Foxen und sie bei drei verbliebenen Spielern gegen Kahle Burns gezeigt hatten, wurde im Anschluss an das Turnier kontrovers diskutiert, da den beiden ein zurückhaltender Spielstil gegeneinander (sogenanntes „Softplay“) vorgeworfen wurde. Am Ende des Jahres 2018 stand Foxen im Ranking des GPI Player of the Year auf dem 27. Platz und war damit erneut die beste weibliche Spielerin, wofür sie im April 2019 im Aria Resort & Casino am Las Vegas Strip mit einem Global Poker Award ausgezeichnet wurde.
Bis zum Ende des Kalenderjahres 2018 lagen Foxens Live-Turniergewinne bei knapp 2,5 Millionen US-Dollar.

#### 2019–2021: Erneut Spielerin des Jahres und drittes Bracelet

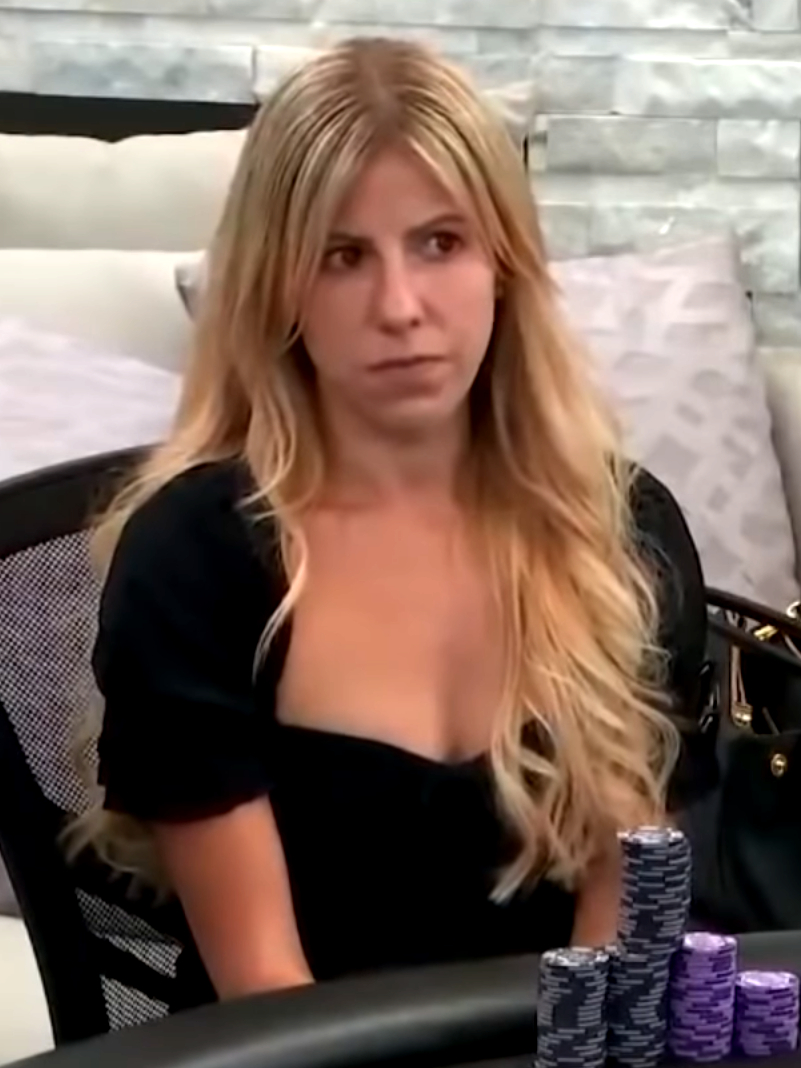
Foxen an einem Cash-Game-Tisch (2021)

Im Januar 2019 erreichte die Kanadierin bei der PokerStars Players Championship auf den Bahamas den vierten Turniertag und schied dort auf dem mit knapp 330.000 US-Dollar dotierten elften Platz aus. Anfang Februar 2019 belegte sie bei der A$100.000 Challenge der Aussie Millions Poker Championship in Melbourne den sechsten Platz und erhielt knapp 300.000 Australische Dollar. Bei einem High-Roller-Turnier des Poker Classic in Los Angeles wurde Foxen im März 2019 Zweite, was mit rund 180.000 US-Dollar prämiert wurde. Das Main Event des Merit Poker Classic im nordzyprischen Kyrenia beendete sie im Mai 2019 als Dritte und erhielt über 250.000 US-Dollar. Ende Mai 2019 erspielte sie sich beim Main Event der Spring Championship of Online Poker auf PokerStars den mit rund 270.000 US-Dollar dotierten vierten Platz. Mitte August 2019 belegte Foxen beim Triton Super High Roller der partypoker Millions Europe in Rozvadov den sechsten Rang und erhielt 213.000 Euro. Anfang November 2019 saß sie beim Main Event der WPT in Montreal am Finaltisch und beendete das Turnier als Fünfte, was ihr 140.000 Kanadische Dollar einbrachte. Eine Woche später gewann sie als erste und bislang einzige Frau ein Turnier der Poker Masters im Aria Resort & Casino am Las Vegas Strip. Foxen setzte sich beim sechsten Event der Turnierserie durch und sicherte sich ihr bisher höchstes Preisgeld von 408.000 US-Dollar. In der Rangliste des GPI Player of the Year belegte sie am Jahresende 2019 als beste Frau den 18. Platz und wurde damit zum dritten Mal in Folge als Spielerin des Jahres sowie im März 2020 erneut mit einem Global Poker Award ausgezeichnet. Darüber hinaus stand Foxen im Jahr 2019 zeitweise auf dem sechsten Platz des PokerStake-Rankings, das die erfolgreichsten Onlinepoker-Turnierspieler weltweit listet.
Im Juli 2020 setzte sich die Kanadierin bei einem Turnier der aufgrund der weltweiten COVID-19-Pandemie auf GGPoker ausgespielten World Series of Poker Online durch und erhielt mehr als 350.000 US-Dollar sowie ihr drittes Bracelet. An der ab Ende September 2021 ausgespielten WSOP 2021 konnte die Kanadierin nicht teilnehmen, da sie die zum Spielen notwendige COVID-19-Impfung nicht vorweisen konnte. Kritische Äußerungen zur Impfung, die sie und ihr Verlobter Alex Foxen bereits monatelang auf Twitter verbreitet hatten, wurden in der Pokergemeinde kontrovers diskutiert.
Bis Jahresende 2021 erspielte sich Foxen kumulierte Turnierpreisgelder von über 5 Millionen US-Dollar.

#### Seit 2022: WSOP-Rekordsiegerin und zum vierten Mal Spielerin des Jahres
Im Mai 2022 saß sie am Finaltisch des WPT-Main-Events in Durant, Oklahoma, und erhielt als Fünfte ein Preisgeld von 135.000 US-Dollar. Im Seminole Hard Rock Hotel & Casino in Hollywood im US-Bundesstaat Florida belegte sie im August 2023 einen zweiten Platz, der aufgrund eines Deals mit zwei anderen Spielern mit über 215.000 US-Dollar dotiert war. Im September 2023 gewann sie das NLH Crazy 8’s der World Series of Poker Online auf der Plattform WSOP.com und erhielt über 90.000 US-Dollar sowie als erste Frau ein viertes Bracelet. Am Jahresende 2023 belegte sie als beste Frau Platz 81 im Jahresranking des Global Poker Index und wurde zum vierten Mal als Spielerin des Jahres ausgezeichnet.

### Spielweise

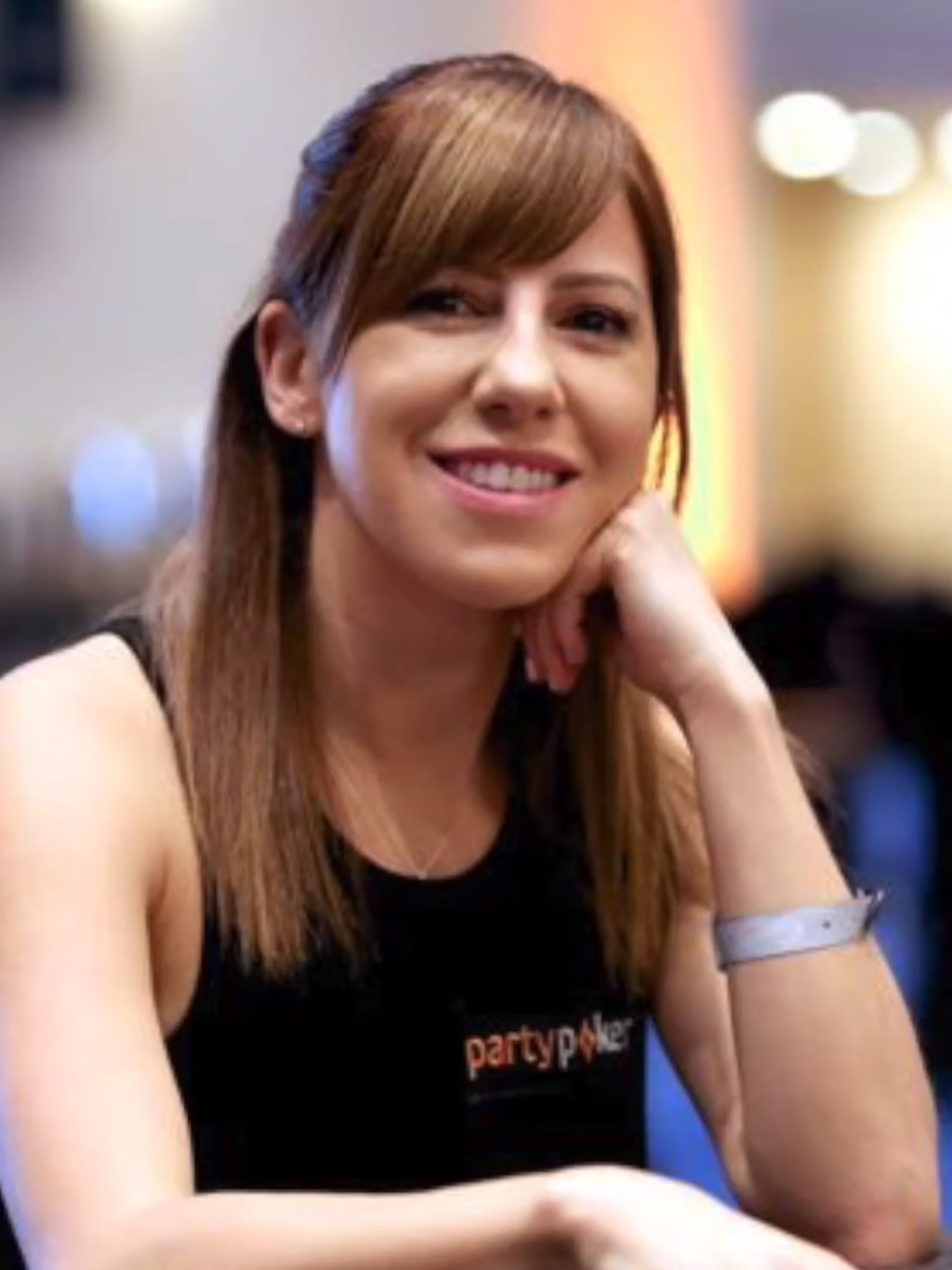
Foxen bei einem Event von partypoker Live (2018)

Foxen verbringt abseits der Pokertische viel Zeit mit dem Analysieren ihrer „Hände“. Dabei sucht sie nach Verbesserungsmöglichkeiten in Händen, die von ihr nicht spieltheoretisch optimal gespielt wurden. Laut ihrer Aussage entwickelt sich Poker aufgrund zahlreicher Trainingsressourcen derzeit so rasant, dass es immer wichtiger werde, kleine Fehler zu finden. Daher nehme auch die Anzahl der von ihr analysierten Hände stetig zu.

### Live-Preisgeldübersicht
Foxen steht mit erspielten Turnierpreisgeldern von knapp 7 Millionen US-Dollar als beste Frau unter den Top 15 der erfolgreichsten kanadischen Pokerspieler. Im Ranking der erfolgreichsten Frauen nach Live-Turnierpreisgeldern belegt sie hinter Vanessa Selbst den zweiten Platz.
| Jahr      | Preisgeld (in $) | Turniersiege |
| --------- | ---------------- | ------------ |
| 2006      | 2.920            | 0            |
| 2007      | 5.407            | 0            |
| 2008      | 794              | 0            |
| 2009      | 998              | 0            |
| 2010      | 24.767           | 0            |
| 2011–2012 | 0                | 0            |
| 2013      | 173.922          | 1            |
| 2014      | 0                | 0            |
| 2015      | 1.425            | 0            |
| 2016      | 457.777          | 1            |
| 2017      | 551.906          | 2            |
| 2018      | 1.081.336        | 1            |
| 2019      | 2.461.581        | 3            |
| 2020      | 320.907          | 1            |
| 2021      | 246.921          | 0            |
| 2022      | 330.240          | 0            |
| 2023      | 1.199.606        | 0            |
| 2024      | 87.400           | 0            |
| gesamt    | 6.947.907        | 9            |

### Braceletübersicht
Foxen kam bei der WSOP 64-mal ins Geld. Sie ist mit vier Bracelets Rekordsiegerin der WSOP.
| Jahr   | Buy-in (in $)                       | Turnier                                 | Teilnehmer | Preisgeld (in $) |
| ------ | ----------------------------------- | --------------------------------------- | ---------- | ---------------- |
| 2013 O | 1000Männer zahlten 10.000 US-Dollar | Ladies No-Limit Hold’em Championship    | 0954       | 173.922          |
| 2016 O | 1500                                | No-Limit Hold’em Bounty                 | 2158       | 290.768          |
| 2020 O | 2500                                | GGPoker.com – No Limit Hold’em 6-Handed | 0892       | 356.412          |
| 2023 O | 0888                                | WSOP.com – NLH Crazy 8’s                | 0492       | 091.142          |